# Arienne Mandi
Arienne Mandi (Los Angeles, 8 aprile 1994) è un'attrice statunitense.

## Biografia

### Carriera
Dopo essere apparsa nelle serie TV Matador, NCIS: Los Angeles, Agent X, Hawaii Five-0, nel 2019 si unisce al cast di The L Word: Generation Q in cui interpreta Dani Núñez (uno dei personaggi principali).
In ambito cinematografico, dopo avere recitato nei film Escape Artist, Baja e Break Even, ha interpretato Leila Hosseini, protagonista nel film Tatami - Una donna in lotta per la libertà.
Nel 2025 invece ha interpretato Noor Taheri nella seconda stagione di The Night Agent.

### Vita privata
Nata a Los Angeles, ha origini cilene e iraniane. Ha dichiarato di essere pansessuale.

## Filmografia

### Cinema
- Escape Artist, regia di Only Now Existing (2017)
- Baja, regia di Tony Vidal (2018)
- Break Even, regia di Shane Stanley (2020)
- Tatami - Una donna in lotta per la libertà (Tatami), regia di Zar Amir Ebrahimi (2023)

### Televisione
- Matador – serie TV, episodio 1x04 (2014)
- NCIS: Los Angeles – serie TV, episodio 7x03 (2015)
- Agent X – serie TV, episodio 1x07 (2015)
- NCIS - Unità anticrimine (NCIS) – serie TV, episodio 15x16 (2018)
- The L Word: Generation Q – serie TV, 28 episodi (2019-2023)
- Hawaii Five-0 – serie TV, episodio 8x21 (2018)
- Love, Classified, regia di Stacey N. Harding – film TV (2022)
- In the Vault – serie TV, 8 episodi (2022)
- The Night Agent – serie TV, 10 episodi (2025)

### Cortometraggi
- Between the Lines, regia di Rollo Hollins (2015)

## Doppiatrici italiane
Nelle versioni in italiano nelle opere in cui ha recitato, Arienne Mandi è stata doppiata da:
- Gaia Bolognesi in NCIS: Los Angeles
- Gemma Donati in The L Word: Generation Q
- Valentina Favazza in Tatami - Una donna in lotta per la libertà
- Eleonora Reti in The Night Agent